# بعد ما بعد الحداثة
يعبر مصطلح ما بعد بعد الحداثة عن مجموعة واسعة من التطورات التي طرأت على: النظرية النقدية، والفلسفة، والعمارة، والفن، والأدب، والثقافة. والتي انبثقت عن ما بعد الحداثة وتفاعلت معها. فهي تشبه مصطلح الما بعد حداثية 

## تحقيق الفترة
يتفق معظم الباحثين على أن الحداثة بدأت في أواخر القرن التاسع عشر واستمرت كقوة ثقافية مسيطرة على الدوائر الفكرية في الثقافة الغربية حتى منتصف القرن العشرين. وكما هو الحال في جميع العهود فإن الحداثة تشمل العديد من الاتجاهات الفردية المتنافسة ومن المستحيل تعريفها كوحدة مفردة أو كلية. على الرغم من ذلك، يعتقد أن خصائصها العامة تشتمل على التركيز على «الجماليات الراديكالية، والتجارب الفنية، سواءً كانت فراغية أو متناغمة، أكثر من كونها مرتبة زمنياً، [بالإضافة إلى] مرونة الوعي الذاتي» والبحث عن الأصالة في العلاقات الإنسانية، والتجريد في الفن، والسعي وراء الكمال. تنعدم هذه الخصائص في ما بعد الحداثة وتصبح مثاراً للسخرية.
قامت ما بعد الحداثة عقب الحرب العالمية الثانية كثفاعل مع إدراك القصور في الحداثة، والتي كانت مشروعاتها الفنية الراديكالية قد ارتبطت بالشمولية أو قد تم استيعابها داخل التيار الثقافي الرائج. يمكن إيجاد السمات الأساسية لما نسميه الآن ما بعد الحداثة في الأربعينيات، وبشكل ملحوظ في أعمال خورخي لويس بورخيس. على الرغم من ذلك، يتفق معظم الباحثين اليوم على أن ما بعد الحداثة بدأت تصارع الحداثة في أواخر الخمسينيات حتى سطت عليها في الستينيات. منذ ذلك الحين، هيمنت ما بعد الحداثة، ولكن ليس بلا منازع، على الفن، والأدب، والأفلام، والموسيقى، والدراما، والعمارة، والفلسفة. عادة ما يعتقد أن السمات البارزة في ما بعد الحداثة تتضمن العرض الساخر مع الأساليب، والاستشهادات، ومستويات السرد، الشك الميتافيزيقي أو العدمية تجاه «السرد الكبير» للثقافة الغربية، تفضيل ما هو ظاهري على ما هو حقيقي (أو بشكل أكثر دقة، التساؤل أساساً عن ما يشكله كل ما هو حقيقي) و«انحسار التأثير» على جانب الموضوع، والذي انحصر في التفاعل الحر لعلامات ظاهرية قابلة للتناسل بشكل لا نهائي محفزةً حالة من الوعي شبيهة بالفصام.
منذ أواخر التسعينيات نما عند البعض أكاديمياً وفي الثقافة الشعبية احساس طفيف بأن ما بعد الحداثة «قد ولى زمانها». ومع ذلك كانت هناك محاولات رسمية قليلة لتعريف وتسمية العهد التالي لما بعد الحداثة، ولم يصبح أيٍ من هذه التسميات جزءاً من الثقافة الرائجة.

## التعريفات
يصعب الحصول على إجماع على ما يشكله عهد ما طالما كان هذا العهد في مراحله المبكرة. ومع ذلك، هناك نمط إيجابي شائع لمحاولات تعريف ما بعد الحداثة بأنه من الممكن للإيمان، والثقة، والحوار، والآداء، والصدق أن تتجاوز سخرية ما بعد الحداثة. التعاريف التالية، والتي تتباين في العمق، والتركيز والنطاق، مدرجة في ترتيب زمني بحسب ظهورها.
في عام 1995, أصدر المعماري والمخطط العمراني توم تيرنر كتاب يدعو فيه إلى منحى ما بعد بعد حداثي في التخطيط العمراني. ينتقد تيرنر العقيدة الما بعد حداثية القائلة «كل شيء مسموح» ويقترح أن «الوظائف التي تختص بالطبيعة البنائية تشهد بزوغ تدريجي لما بعد بعد الحداثة والذي يسعى إلى تهذيب السببية بالإيمان.» بشكل خاص، يناقش تيرنر استخدام الأنماط الهندسية والعضوية في التخطيط العمراني. ويستشهد كمصادر لهذه الأنماط، على سبيل المثال، بالأعمال المتأثرة بالطاوية للمعماري الأمريكي كريستوفر أليكساندر، وعلم النفس الغشتلتي، والمبدأ الخاص بالمحلل النفساني كارل جونج لأنماط المعمار. وفيما يخص المصطلحات، فإن تيرنر يدعو إلى «اعتناق الما بعد بعد حداثية - والصلاة من أجل مسمى أفضل.»
في عام 1999, اقترح السلافي الروسي-الأمريكي ميخائيل إبستاين في كتابه عن الما بعد حداثية الروسية أن الما بعد حداثية "هي [...] جزء من تكوين تاريخي أكبر "والذي دعاه الما بعد حداثية." يؤمن إبستاين أن جماليات ما بعد الحداثة سوف تصبح أخيراً تقليدية بالكامل وتزود الأساس اللازم لنوع جديد من الشعر الذي لا يعتمد على السخرية والتي وصفها بالبادئة «ما وراء»:
لاعتبار المسميات التي ربما تستخدم للتعبير عن عصر جديد تالٍ ل «ما بعد الحداثة» فسوف يجد الواحد منا أن البادئة «ما وراء» تبرز بشكل خاص. فالثلث الأخير من القرن العشرين قد تطور تحت شعار ال «ما بعد»، والذي تمثل في ازدراء مفاهيم الحداثة كـ «الحقيقة» و«الموضوعية» و«الذاتية» و«الروح» و«اليوتوبيا» و«المثالية» و«الأصل الرئيسي» و«الأصالة» و«الصدق» و«العاطفة.» ويعاد توليد كل هذه المبادئ الآن في صورة «ما وراء الذاتية» و«ما وراء المثالية» و«ما وراء اليوتوبية» و«ما وراء الأصالة» و«ما وراء الغنائية» و«ما وراء العاطفة» إلخ
وكمثال على ذلك يستشهد إبستاين بأعمال الشاعر المعاصر تيمور كيبيروف
تم تقديم مصطلح ما بعد الألفية عام 2000, بواسطة المنظر الثقافي الأمريكي إريك جانز لوصف العهد التالي لما بعد الحداثة بعبارات أخلاقية واجنماعية-سياسية. يربط جانز ما بعد الحداثة بشدة بـ «تفكير الضحية،» والذي يعرفه بكونه مبني على المعارضة الأخلاقية الغير قابلة للنقاش بين الجناة والضحايا والتي تولدت من تجارب أوشفيتز وهيروشيما. في وجهة نظر جانز، يتم اشتقاق أخلاقيات ما بعد الحداثة من تعريف الضحية الهامشية وازدراء المركز اليوتوبي الذي يشغله المعتدي. في هذا السياق تتميز ما بعد الحداثة بسياسات الضحية الخلاقة في معارضتها لليوتوبية الحديثة والشمولية لكنها عقيمة في استيائها من الرأسمالية والديمقراطية الليبرالية، والتي يراها كعامل طويل الأمد في التصالح العالمي. وعلى النقيض من ما بعد الحداثة، تمتاز ما بعد الألفية برفضها للتفكير كضحية وتحول من أجل «الحوار المتكافئ» الذي سوف «يقلل [...] من الاستياء العالمي» طور جانز فكرة ما بعد الألفية في سجلات الحب والاستياء التي نشرها على الإنترنت والذي تحالف مع نظريته لعلم الإنسانيات التوليدي ومنظوره التصويري للتاريخ.
في عام 2006, صاغ الباحث البريطاني آلان كيربي تقييماً اجتماعي-ثقافي لما بعد بعد الحداثة والذي دعاه «شبه الحداثة.» يربط كيربي شبه الحداثة بالابتذال والسطحية الناتجة عن المشاركة اللحظية المباشرة والسطحية في الثقافة والتي أصبحت ممكنة باستخدام الانترنت، والهواتف المحمولة، والتليفزيون التفاعلي وخلافه: «في شبه الحداثة يهاتف المرء، وينقر، ويضغط، ويتصفح، ويختار، وينقل، ويقوم بالتنزيل.»
«الحالة الفكرية الواضحة» لشبه الحداثة توصف علاوة على ذلك بأنها «الجهل، والتطرف، والهياج» ويقال أنها تنتج «حالة شبيهة بالانتشاء» في نفوس المشاركين بها. المحصلة من هذه السطحية المحفزة من قبل وسائل الإعلام والمشاركة اللحظية في الأحداث التافهة هي حالة «توحد فردي» تحل محل فصام الحداثة ونرجسية ما بعد الحداثة. يرى كيربي عدم وجود أعمال ذات قيمة جمالية منبثقة عن «شبه الحداثة». كمثال لابتذال تلك الفترة يستشهد بتليفزيون الواثع وبرامج الأخبار الحوارية «توك شوز»، وحتى «الهراء» الموجود على بعض صفحات الويكيبيديا وبرامج توثيق حياة الأفراد بطريقة درامية والسينما الصحافية في أفلام مايكل مور ومورجان سبيرلوك. في كتاب له نشره في ديسمبر 2009 بعنوان الحداثة الرقمية: كيف فككت التكنولوجيا الحديثة ما بعد الحداثة وأعادت تشكيل ثقافتنا يفرق كيربي بين آراؤه في الثقافة وما كتب في آثار ما بعد الحداثة.
في عام 2010 قدم المنظران الثقافيان تيموثيوس فيرميولان وروبين فان دير آكين مصطلح الما بعد حداثية كتدخل في نقاش ما بعد الحداثة. ففي مقالهما ’ملاحطات على ما بعد الحداثية’ يؤكدان على أن الألفية الثالثة تختص بظهور الحساسية التي تتذبذب بين -وتتموضع وراء- المراكز الحديثة والاستراتيجيات الما بعد حداثية. وكمثال لما بعد الحداثية يستشهد فيرميولين وفان دير آكين بـ ’السذاجة العالمة’ و’البراجماتية المثالية’ و’التعصب الوسطي’ لردود الأفعال الثقافية المختلفة كما يستشهدان بتغير المناخ والأزمة المالية وعدم استقرار السياسات البيئية.
تشير البادئة ’ما بعد’ هنا إلى بعض المواقف الانعكاسية أو الاجترار التكراري، أما ما بعدية أفلاطون، التي تعبر عن التحرك بين قطبين متعاكسين كما هي الحركة إلى الأمام.